# Reinhard Schulz (Philosoph)
Reinhard Schulz (* 8. Februar 1951 in Bielefeld) ist ein deutscher Philosoph.

## Leben
Schulz absolvierte zunächst eine Handwerksausbildung bei den Stadtwerken Bielefeld, bevor er das Abitur auf dem zweiten Bildungsweg erwarb. Von 1974 bis 1980 studierte er Biologie, Philosophie und Soziologie an der Universität Bielefeld. Anschließend war er als wissenschaftlicher Mitarbeiter am Fachbereich Biologe der Universität Bremen tätig, wo er 1984 in Molekularbiologie promoviert wurde. Von 1986 bis 1996 war er Lehrbeauftragter für Philosophie an der Universität Oldenburg und von 1996 bis 2005 Lehrbeauftragter für Philosophie an der Katholischen Fachhochschule in Vechta. 2000 habilitierte er mit dem Erwerb der venia legendi für Philosophie an der Carl von Ossietzky Universität Oldenburg. 2006 folgte dort die Ernennung zum außerplanmäßigen Professor für Philosophie. An der Universität Oldenburg wirkte er unter anderem von 2009 bis 2011 und 2013 bis 2015 als Mitglied des Senats und 2014 bis 2016 als Direktor des Didaktischen Zentrums (DiZ). 2016 schied Schulz aus dem Hochschuldienst aus. Seit 2017 ist er Präsident der International Association of Jaspers Societies.

## Forschungsschwerpunkte
Zu den Forschungsschwerpunkten von Reinhard Schulz gehören unter anderem Hermeneutik, Naturphilosophie, Fragen der Subjektivierung, Bildungsforschung sowie Fach- und Hochschuldidaktik. Er ist Mitherausgeber der 50-bändigen Karl-Jaspers-Gesamtausgabe.

## Publikationen (Auswahl)

### Monografien
- Reinhard Schulz: Naturwissenschaftshermeneutik – Eine Philosophie der Endlichkeit in historischer, systematischer und angewandter Hinsicht. Königshausen & Neumann, Würzburg 2004, ISBN 978-3-8260-2704-8 (240 Seiten).

### Herausgaben
- Hamid Reza Yousefi, Werner Schüßler, Reinhard Schulz, Ulrich Diehl (Hrsg.): Karl Jaspers – Grundbegriffe seines Denkens. Lau, Reinbek 2011, ISBN 978-3-941400-34-4 (400 Seiten).
- Mario Goldmann, Jens Köhrsen, Reinhard Schulz, Dirk Thomaschke (Hrsg.): Wozu noch Geisteswissenschaften? BIS-Verlag, Oldenburg 2007, ISBN 978-3-8142-2076-5 (106 Seiten).

### Beiträge in Sammelbänden
- Reinhard Schulz: Praktiken der Normativität und Normativität der Praktiken. In: Alexander Max Bauer und Malte Ingo Meyerhuber (Hrsg.): Philosophie zwischen Sein und Sollen – Normative Theorie und empirische Forschung im Spannungsfeld. Walter de Gruyter, Berlin und Boston 2019, ISBN 978-3-11-061204-2, S. 139–158.
- Reinhard Schulz: Wie über „Möglichkeitswissenschaft“ reden? In: Lars Hochmann, Silja Graupe, Thomas Korbun, Stephan Panther und Uwe Schneidewind (Hrsg.): Möglichkeitswissenschaften – Ökonomie mit Möglichkeitssinn. Metropolis, Marburg 2019, ISBN 978-3-7316-1378-7, S. 563–581.
- Reinhard Schulz: Über den Unterschied von allgemeiner Bildung und lebenslangen Lernen. In: Iwona Alechnowicz-Skrzypek, Dorota Barcik, Hans Friesend (Hrsg.): Philosophie und Bildung – Philosophie als Lehrerin kritischen Denkens. Arl Alber, Freiburg und München 2017, ISBN 978-3-495-48827-0, S. 103–110.

### Beiträge in Lexika
- 3 Beiträge in: Joachim Ritter und Karlfried Gründer (Hrsg.): Historisches Wörterbuch der Philosophie. Schwabe & Co, Basel 1998, ISBN 978-3-7965-0115-9. (Stoffwechsel; System, biologisches; Reproduktion)

### Artikel in Fachzeitschriften
- Reinhard Schulz: Wider den Methodenzwang – Erfahrung, Praktiken und Beobachtung. In: Allgemeine Zeitschrift für Philosophie. Band 39, 2014, ISSN 0340-7969, S. 71–86.